# Robin Welsh
Robin Welsh, född 20 oktober 1869 i Edinburgh, Skottland, död där 21 oktober 1934, var en brittisk curlingspelare. Han blev olympisk guldmedaljör vid olympiska vinterspelen 1924 i Chamonix. Han spelade även tennis och rugby för Skottland.